# يوسف العقيلي
يوسف حمد العقيلي، حكم كرة قدم سعودي دولي.

## مسيرته
حكم في كأس الخليج 2002 ، وقد أدار مباراة منتخب قطر لكرة القدم ومنتخب الإمارات لكرة القدم في 20 يناير 2002 ، وقد أدار مباراة منتخبي البحرين والإمارات في 27 يناير 2002.

وقاد سبع مباريات بين الغريمين التقليديين النصر والهلال ، وثمان مباريات بين الغريمين التقليديين الاتحاد والأهلي.

أدار 800 مباراة تقريبًا في مختلف الدرجات في الدوري السعودي ، وأشهر المباريات التي قادها عالميًّا كولومبيا والإكوادور في تصفيات كأس العالم 2002 م في مدينة بوقوتا عاصمة كولمبيا انتهت نتيجتها بالتعادل السلبي.

وغالبًا ما يسند له المباريات الصعبة والحاسمة ؛ نظرًا لقوة شخصيته.

وقاد العديد من المباريات في البطولات العربية والآسيوية ، وقاد عشر نهائيات داخلية وخارجية مختلفة منها نهائي كأس مصر 1998.

## اعتزاله
اعتزل التحكيم إثر عارض إصابته بانزلاق غضروفي في الفقرات القطنية أسفل الظهر ، واعتزل التحكيم قبل موعد اعتزاله بثلاث سنوات ، ومن بعده والحكام الأجانب يتوافدون إلى الملاعب السعودية. والجدير بالذكر أنه أنهى مشواره الرياضي بدون إيقافات أو عقوبات رغم قسوة الإعلام السعودي وتسلطه على الحكام.